# Zoran Korach
Zoran Korach (Minnesota; 29 de abril de 1986) es un actor estadounidense es conocido por el rol de Goo Mer en la comedia de Nickelodeon, Sam & Cat.

## Carrera
El rol de Goo Mer en la comedia de Nickelodeon, Sam & Cat es el primer rol de televisión principal de Zoran Korach. Él hizo apariciones en otros programas de televisión como Bones, True Blood, NCIS: Los Angeles y Graceland.

## Filmografía
| Año       | Título                     | Rol                 | Notas                                      |
| --------- | -------------------------- | ------------------- | ------------------------------------------ |
| 2003      | Days of Our Live           | Jennings            |                                            |
| 2005-2008 | Zoey 101                   | Goomer              | Personaje secundario                       |
| 2006      | The Unità dima             | Detective Roche     |                                            |
| 2011      | Chuck Guard #2             | TBA                 |                                            |
| 2011      | NCIS: Los Ángeles          | Romanian Guard      | Episodio:"Lange,H."                        |
| 2011      | Southland                  | Detective Roche     |                                            |
| 2012      | True Blood                 | Hayes               | Episodio:"Turn! Turn! Turn!"               |
| 2012      | Perception                 | Yuri Petrovich      | Episodio:Faces                             |
| 2013      | Bones                      | Artur Tovah         | Episodio:"The Archaeologist in the Cocoon" |
| 2013      | Justified                  | Lex                 | Episodio:Ghosts                            |
| 2013      | Graceland                  | Benjamin Yaponchick | Episodio "Pilot"                           |
| 2013-2014 | Sam & Cat                  | Goomer (Gieux Merr) | Personaje Secundario                       |
| 2013      | Breaking Chains            | Vicktor Short       |                                            |
| 2013      | The Divorce Party          | Adam Post           |                                            |
| 2014      | Third                      | Man Stashu          |                                            |
| 2014      | Wolfenstein: The New Order | voz                 |                                            |
| 2017      | Henry Danger               | Goomer              | Personaje Secundario                       |
| 2020      | Danger Force               | Goomer              | Personaje Secundario                       |